# Newcastle Brown Ale
Newcastle Brown Ale es una cerveza de tipo brown ale, producida originalmente en Newcastle upon Tyne, pero ahora elaborada por Heineken en la John Smiths Brewery en Tadcaster, North Yorkshire y también para la exportación en la Zoeterwoude Brewery en los Países Bajos.
Lanzada en 1927 por el coronel Jim Porter después de tres años de desarrollo, la fusión de Newcastle Breweries con Scottish Brewers en 1960 permitió que la distribución y las ventas nacionales de cerveza alcanzaran su punto máximo en el Reino Unido a principios de la década de 1970. La marca experimentó un resurgimiento a fines de la década de 1980 y principios de la década de 1990 con sindicatos de estudiantes que vendieron la marca. A fines de la década de 1990, la cerveza era el producto alcohólico más ampliamente distribuido en el Reino Unido. En la década de 2000, la mayoría de las ventas se realizaron en los Estados Unidos, aunque todavía vende 100 millones de botellas al año en el Reino Unido. La cervecería se mudó en 2005 de Newcastle a Dunston, Tyne and Wear, en 2010 a Tadcaster y en 2017 a la fábrica de cerveza Heineken en Zoeterwoude, Países Bajos. A partir de marzo de 2019, la marca fue elaborada por Lagunitas Brewing Company en Petaluma, California y Chicago.
Newcastle Brown Ale se percibe en el Reino Unido como una cerveza de clase trabajadora, con una larga asociación con la industria pesada, el alimento básico tradicional del noreste de Inglaterra. En los mercados de exportación, se considera una importación moderna y de alta calidad, y los jóvenes la beben predominantemente. Fue una de las primeras cervezas que se distribuyó en una botella de vidrio transparente y se asocia más fácilmente con esta forma de suministro en el Reino Unido.